# Sima de los Huesos
La Sima de los Huesos (che in lingua spagnola significa: "voragine delle ossa") è un abisso o voragine che contiene un deposito paleolitico datato a 430.000 anni fa. La sua ricchezza di fossili lo rende la principale fonte di informazioni per la paleoantropologia di questo periodo in Europa.
La cavità è costituita da una camera posta sul fondo di un pozzo di 14 metri di profondità ed è stata scavata da un antico fiume sotterraneo nella Cueva Mayor della Sierra de Atapuerca in Spagna, un massiccio classificato come Patrimonio dell'umanità.
La Sima de los Huesos ha suscitato l'interesse per la Sierra d'Atapuerca dopo la scoperta di una mandibola umana arcaica completa nel 1976. Da allora ha permesso di recuperare una grande quantità di fossili appartenenti ad almeno 28 individui, il che la rende uno dei due più grandi depositi di fossile umani, assieme alla grotta di Rising Star Cave in Sudafrica dove è stato trovato l'Homo naledi. La natura non casuale di questo insieme di ossa potrebbe forse renderla la più antica manifestazione documentata di un atto funebre rituale, oltre 300.000 anni prima dei siti attestati di Es Skhul e Qafzeh in Israele. I segni di contusioni multiple, alcune letali, su diversi teschi, testimoniano la violenza di alcuni decessi; almeno un individuo risulta essere stato vittima di un assassinio o omicidio rituale. Queste persone erano destrimani. Data la presenza dell'osso ioide nella laringe di questi individui, non è stata rilevata alcuna controindicazione riguardo alla capacità di articolare la voce, anticipando forse l'apparizione del linguaggio nell'evoluzione umana. La statura appare simile a quella dell'Uomo di Neanderthal, mentre l'ossatura robusta suggerisce un corpo più pesante degli uomini moderni in corrispondenza di una taglia più piccola.
Nonostante la loro età, i fossili presentano uno stato di conservazione così eccezionale che ha permesso di estrarre il più antico DNA fossile umano mai analizzato: il mitocondriale nel 2013 e il nucleare nel 2016. Questa informazione è stata utilizzata per ricostruire il probabile albero filogenetico della specie umana recente il cui DNA è già noto: Uomo di Neanderthal, Homo di Denisova e Homo sapiens. L'attribuzione iniziale dei fossili all'Homo heidelbergensis è stata ritenuta non valida nel 2014 dal team di Atapuerca. Questi fossili sono ora attribuiti all'Uomo di Neanderthal. Si ritiene che gli individui della Sima de los Huesos siano discendenti stretti dell'antenato comune dei Denisoviani e dei Neanderthal, che si erano installati rispettivamente in Asia e in Europa per circa 400.000 anni, fino all'arrivo dell'Homo sapiens circa 50.000 anni fa.
Gli scavi sono proseguiti ogni estate a partire dal 1984.

## Scoperta

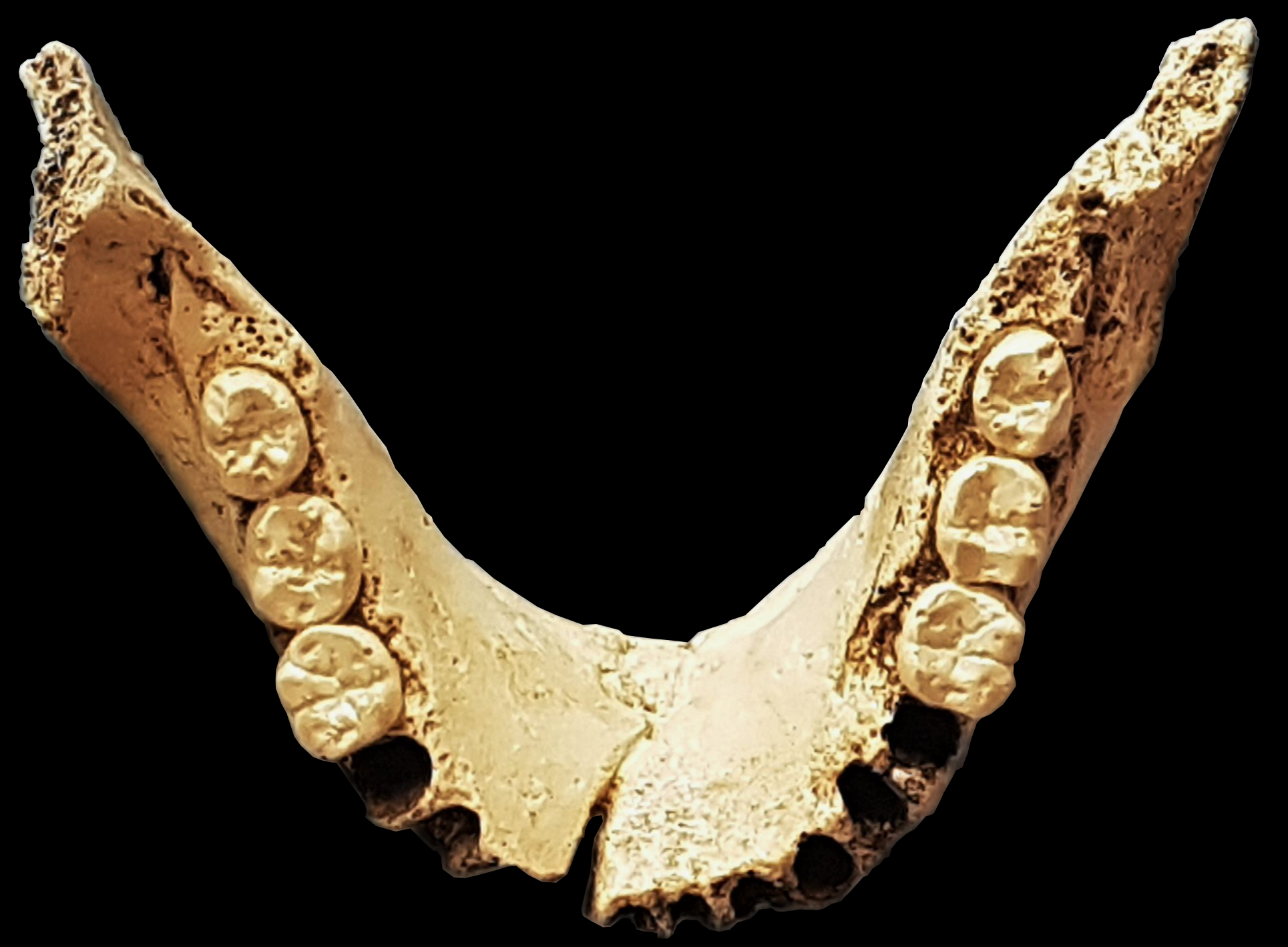
La mandibola AT-1, primo fossile ufficialmente scoperto nella Sima de los Huesos, oggi esposto al Museo Geominerario di Madrid.

Nel dicembre 1975 uno studente in tesi di laurea, Trino Torres, partecipò a una conferenza sulla conservazione delle grotte di Burgos. Egli parlò dei fossili della Trincea della linea ferroviaria (Trinchera del Ferrocarril) con i membri del Gruppo Edelweiss i quali lo invitarono a organizzare una spedizione di ricerca nell'estate successiva. La campagna di studio iniziò nell'agosto 1976 nella Trinchera, dove Torres suddivise i siti denominandoli Gran Dolina e Tres Simas. Il Gruppo Edelweiss lo informò che nella Sima de los Huesos vi era una grande abbondanza di ossa e il gruppo di Torres vi si recò il 12 agosto. Il primo fossile umano scoperto fu una mandibola, classificata come AT-1 (AT è l'abbreviazione ufficiale di Atapuerca Trinchera). La mandibola si trovava al di sotto di uno strato che conteneva ossa di orso di Deninger, antenato dell'orso delle caverne, indicando così che si trattava di un sito molto antico.
Torres comprese immediatamente l'importanza archeologica della cavità; la scoperta della mandibola aveva un'importanza paragonabile a quella della Mandibola di Mauer avvenuta nel 1907 in Germania. Fu allora richiesta l'autorizzazione per ulteriori scavi archeologici nella Cueva Mayor. Il 25 settembre, la scoperta venne menzionata dal giornale locale, il "Diario de Burgos". Il 28 settembre il Gruppo Edelweiss bloccò il collegamento tra la Cueva del Silo e la Cueva Mayor, a poca distanza dalla Sima, per evitare saccheggi. Trino Torres è considerato colui che ha compreso per primo l'importanza archeologica della Sierra di Atapuerca, ma poiché doveva ancora terminare il suo dottorato, il suo direttore del dipartimento Emiliano Aguirre prese in mano l'organizzazione e formò un gruppo di studio sulla Sierra, di cui non faceva parte Torres, e di cui facevano parte Juan Luis Arsuaga, Eudald Carbonell e José María Bermúdez de Castro. Nel 1997 questo gruppo ha ricevuto il Premio Principessa delle Asturie per la Ricerca scientifica e tecnica e il Prix Castilla y León des Sciences Sociales et Humanités. Torres non fu invitato, ma venne citato da Aguirre nel suo discorso.
Gli scavi regolari iniziarono nel 1984; nel 1987 fu allestito un ponteggio ancorato alle pareti per non calpestare il suolo e fu aperto un pozzo di collegamento e per l'aerazione dell'ambiente. Nel corso delle prime ricerche erano stati frammentato alcuni blocchi di arenaria alla ricerca di fossili. I frammenti, che erano stati lasciati nella Sala dei Ciclopi, furono analizzati nel 1990 e 91, portando alla scoperta di 161 reperti fossili, tra cui alcuni denti appartenenti alla mandibola AT-1.
Assieme agli altri siti della Sierra de Atapuerca, la Sima de los Huesos è stata inclusa nell'anno 2000 nella lista del Patrimonio dell'umanità dell'UNESCO.

## Descrizione della cavità

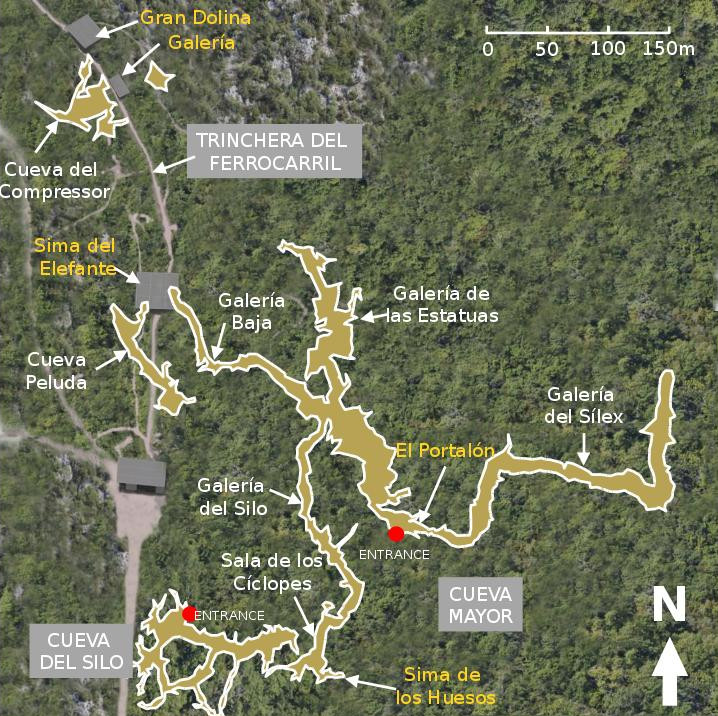
I giacimenti della Sierra de Atapuerca; la Sima de los Huesos si trova all'estremo sud della Cueva Mayor.

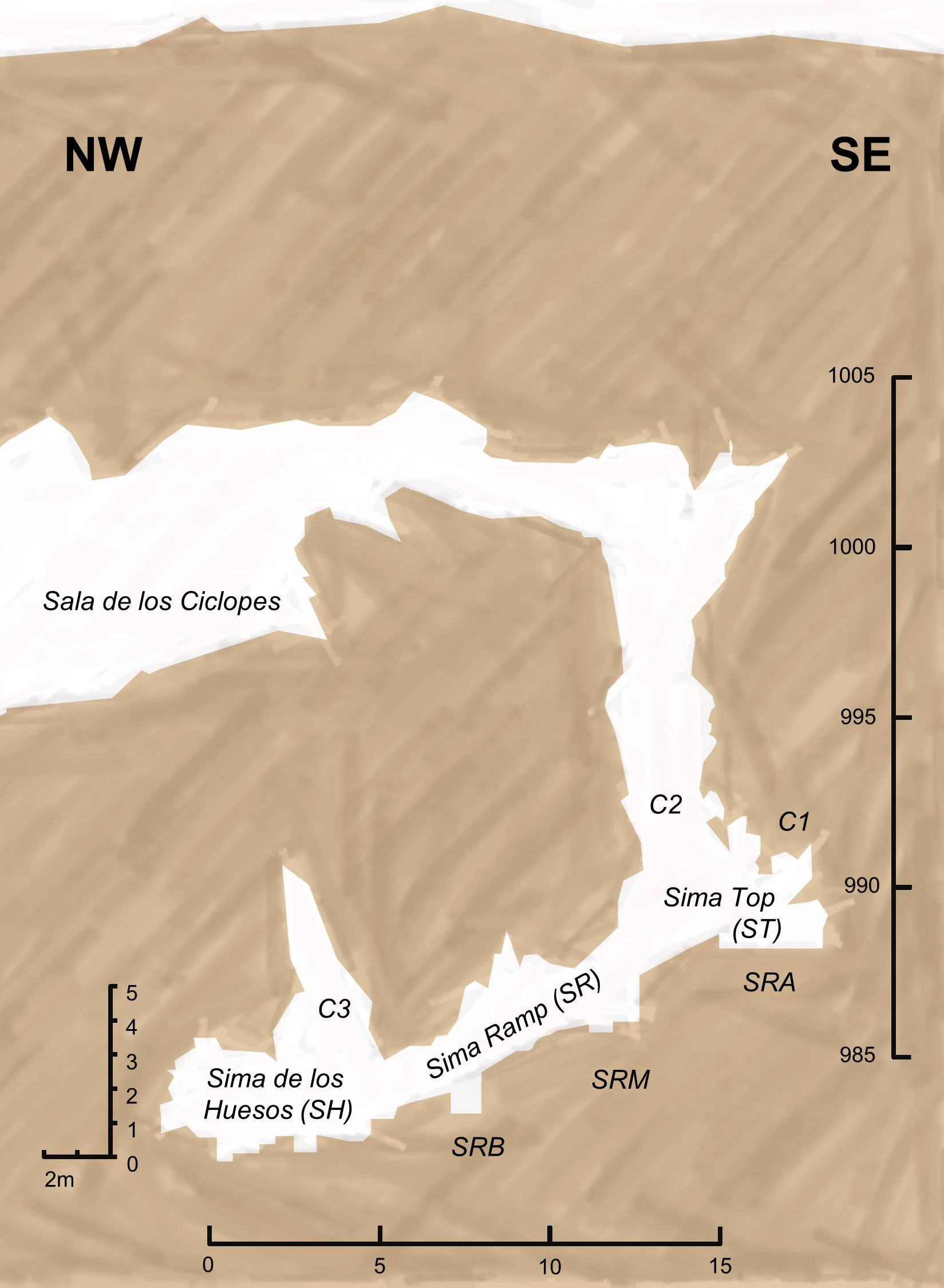
Struttura della Sima de los Huesos; il pozzo C2 si collega con la terrazza della Sala dei Ciclopi (riproduzione da scansione in 3D.

### La voragine nella Cueva Mayor
Per accedere alla Sima, occorre seguire un percorso di mezzo chilometro a partire dall'entrata del complesso carsico principale, la Cueva Mayor della Sierra de Atapuerca. L'entrata alla Sima è situata nella "Sala de los Ciclopes", cioè la Sala dei Ciclopi, la quale comunica anche con la Cueva del Silo per mezzo di un condotto scoperto nel 1965 dal gruppo speleologico Edelweiss di Burgos. Questa via fu in seguito otturata per motivi di sicurezza e anche per ridurre le possibilità di accesso alla Sima.
Lo studio delle pareti della Sala dei Ciclopi ha mostrato che la sua metà sud era un tempo riempita di sedimenti, che sono stati in seguito rimossi durante una fase erosiva del carsismo dell'area. Parte dei sedimenti è ancora attaccata alle pareti e al soffitto. I sedimenti sono entrati da una o più aperture che oggi sono scomparse. Sulla parte bassa della parete sud della Sala, si apre un piccolo passaggio che conduce a una sala più piccola, poi bloccata da una frana. Le misurazioni gravimetriche e magnetometriche suggeriscono la presenza di un'altra entrata. Sulle pareti sono presenti i segni di unghiate di orso; l'altezza a cui sono poste le unghiate indica che la topografia del luogo non è molto cambiata da allora. Non c'è invece traccia di utensili di pietra o di fossili.
Sull'angolo sud della Sala dei Ciclopi, un ripido pendio di 5 metri porta a una terrazza dove si trova l'entrata del pozzo che conduce alla Sima de los Huesos. L'accesso alla voragine avviene attraverso un precipizio di 13 metri di profondità che termina sopra un pendio di una dozzina di metri. Questa rampa scende verso ovest e sbocca alla fine in una camera bassa di 27 m2, delimitata in alto da un condotto verticale che si restringe e che dopo pochi metri è ostruito dall'arenaria.

### Stratigrafia

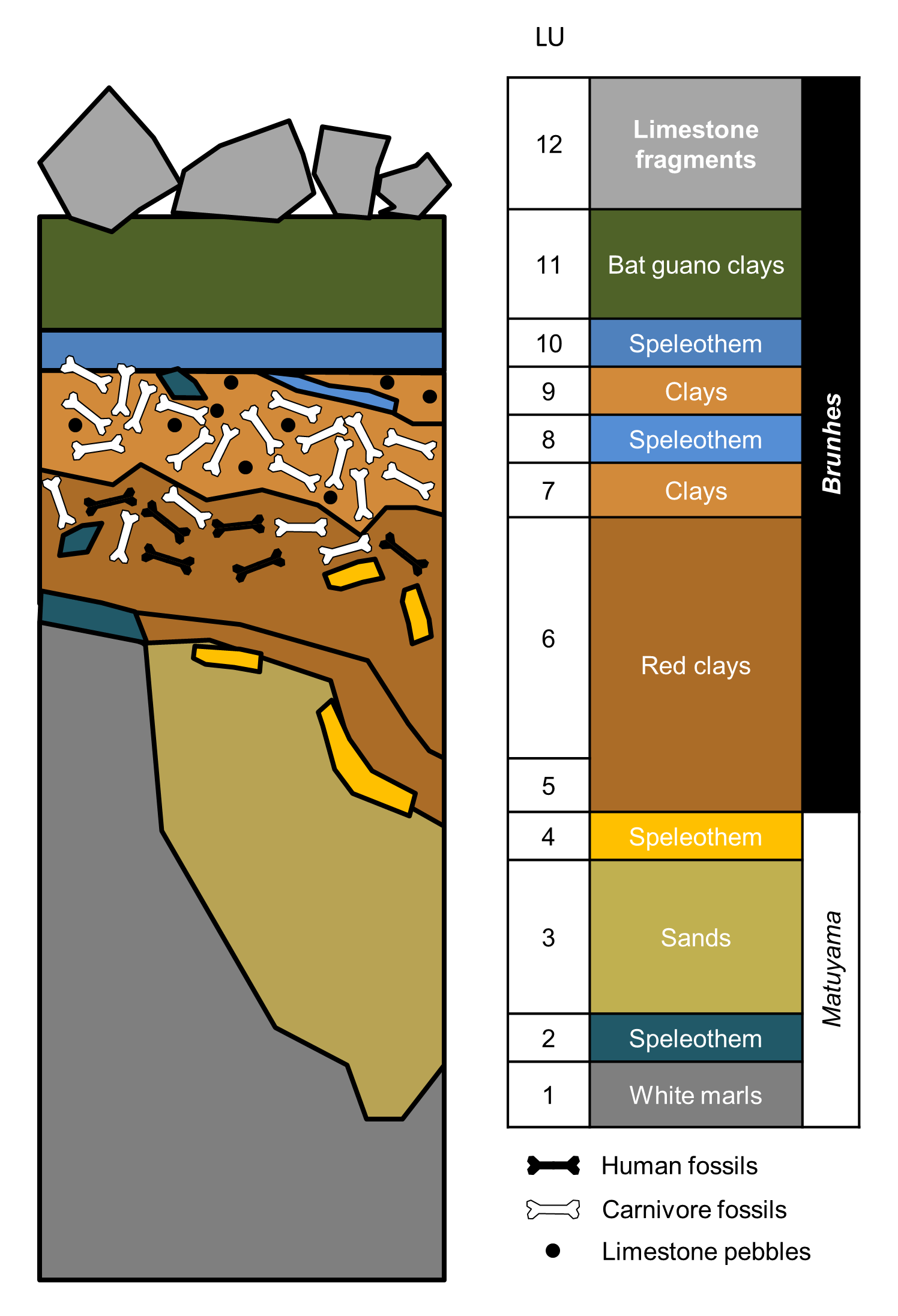
Struttura delle unità litostratigrafiche (UL) identificate durante gli scavi nella Sima de los Huesos. I resti umani sono stati trovati nella UL6.

La litostratigrafia della cavità è stata stabilita attraverso lo studio dei differenti livelli di concrezioni stalagmitiche, numerate per unità litostratigrafica (UL) dal basso in alto. Partendo da un suolo di marne bianche, gli strati più interessanti sono soprattutto la UL6, dove si sono trovati resti sia umani che di orso di Deninger e di altri carnivori, e la UL7 nella quale c'è un accumulo ancora maggiore di resti di orso.
La ripartizione orizzontale delle ossa fa capire che sia gli orsi intrappolati che il deflusso delle acque, hanno frammentato e disperso i fossili trasportandoli dall'alto verso il basso della voragine, provocando anche rimescolamenti tra le ossa dei carnivori e i resti umani più antichi. Questa ipotesi è suffragata dal fatto che i segni delle unghiate sono ancora visibili alla base del pozzo, come risulta anche da altre voragini dove gli orsi che erano sopravvissuti alla caduta graffiavano le pareti nel tentativo di uscire.

## Datazione
- Prelievi effettuati nel 1997 e nel 2003 sulle concrezioni stalagmitiche che ricoprivano i resti umani, sono stati datati con la tecnica di datazione uranio-torio in base al loro equilibrio isotopico a meno di 350.000 anni.[29][30]
- Altri prelievi effettuati nel 2007 nelle concrezioni che ricoprono i resti umani, sono state datati con la spettrometria di massa a ionizzazione termica (TIMS) e con il metodo di datazione uranio-torio; l'età in questo caso è risultata di meno di 530.000 anni, il che non collima con la datazione precedente.[31]
- Nel 2014 il gruppo di addetti agli scavi ha effettuato una serie di datazioni con la risonanza paramagnetica elettronica, con TT-OSL e con pIR-IR sullo strato di sedimenti che ricopre i resti umani. I risultati di questi metodi differenti convergono verso il valore di 430.000 anni, con un'incertezza ridotta.[2][32] Quest'ultima stima è quella in vigore.[9][21].

Da notare che l'analisi del DNA mitocondriale di un osso di orso di Deninger ha permesso di stimare un'età di 409.000 anni in base al tasso di mutazione ipotizzato per la specie su questo periodo di tempo; il valore indicato ha però un'incertezza di oltre 200.000 anni.

## Il bifacciale Excalibur

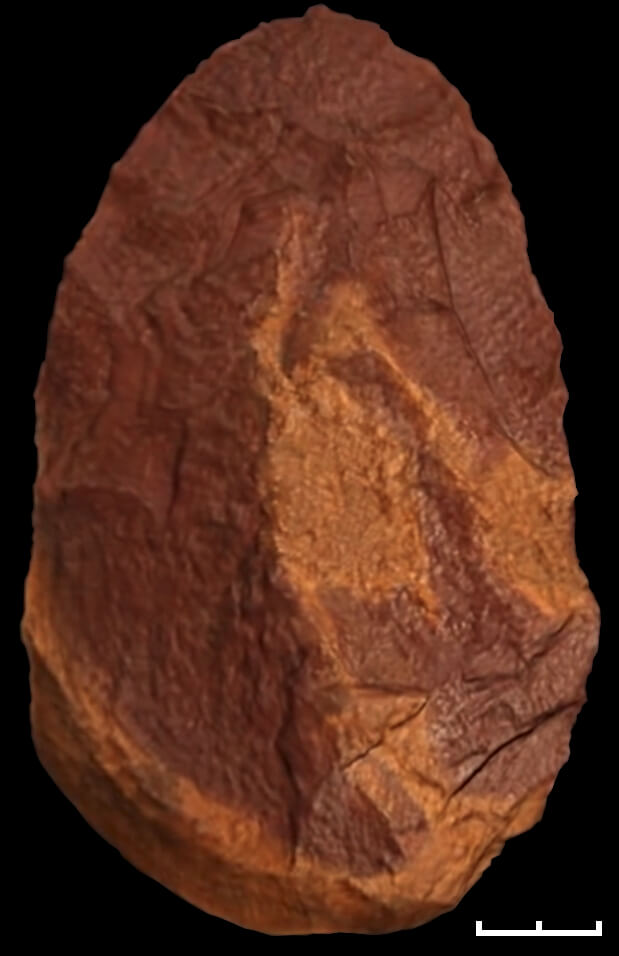
Il bifacciale Excalibur, l'unico utensile in pietra lavorata trovato nella Sima de los Huesos; è costituito di quarzite rossa e gialla. Attualmente al Museo dell'evoluzione umana di Burgos.

Nella Sima è stato scoperto un solo manufatto, un bifacciale trovato nel 1988. Il bifacciale è un utensile in pietra lavorata tipico della cultura acheuleana, apparsa in Europa attorno a 500.000 anni fa. È stato ricavato da un blocco di quarzite rossa e gialla e corrisponde alla tecnologia identificata nello strato GIIb del vicino sito di Galería. Ha subito una prima fase di configurazione con percussore duro per imprimergli la forma generale, e una seconda fase con un percussore più tenero per la finitura dei bordi convessi distali.
Le dimensioni, 15 cm, sono superiori alla media e la simmetria è molto curata. Sembrerebbe non essere mai stato utilizzato, in quanto alcune schegge di fabbricazione sono ancora presenti sui bordi. La presenza di tracce di abrasione provocate da sedimenti sabbiosi su tutta la superficie e in particolare sugli spigoli e sui bordi, potrebbe tuttavia aver eliminato gli eventuali segni derivanti dall'utilizzo.
L'assenza di altri utensili, il materiale utilizzato e l'aspetto molto curato pongono degli interrogativi sulla sua funzione. È stata considerata anche l'ipotesi che sia stato deposto a titolo di offerta. In questo caso sarebbe il primo atto simbolico documentato. L'ipotesi non è però verificabile e il bifacciale potrebbe anche essere arrivato lì per caso.
Il bifacciale è stato soprannominato Excalibur perché gli archeologi hanno dovuto estrarlo dalla roccia che lo aveva protetto per oltre 400.000 anni.

## Resti umani

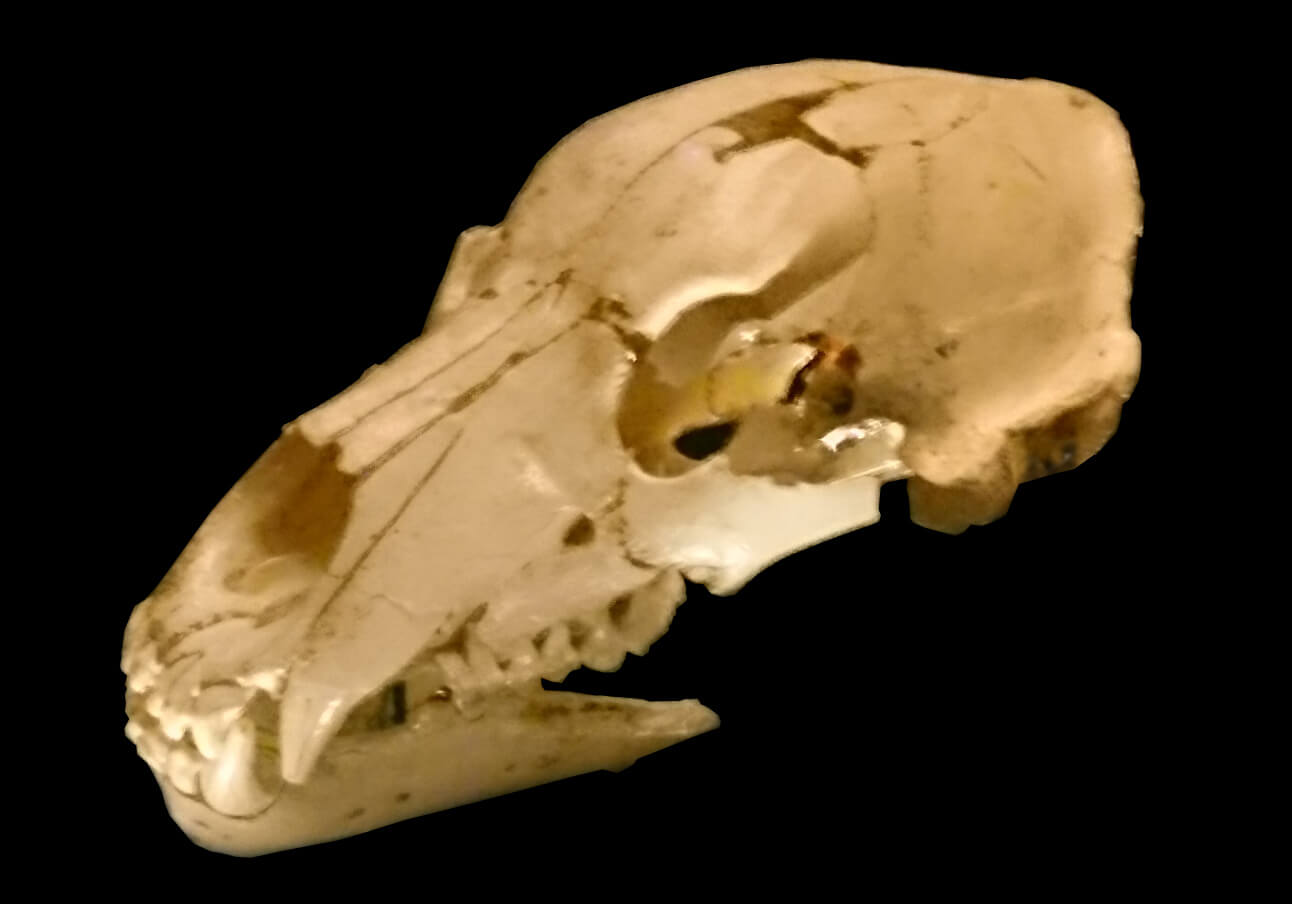
Cranio completo di un orso di Deninger trovato nella Sima de los Huesos. Attualmente è esposto al Museo dell'evoluzione umana di Burgos.

La cavità contiene i resti fossili di circa 200 esemplari di orso di Deninger, antico abitante di queste grotte, oltre a 23 volpi, 4 mustelidi, 3 felini, un lupo e almeno 28 reperti umani.
LupiFeliniMustelidaeVolpiUominiOrsiLupiFeliniMustelidaeVolpiUominiOrsiFauna del deposito
Nel 2016 sono stati trovati 6 800 frammenti ossei umani, che comprendevano tutte le parti dello scheletro. Si pensa che un 7% dei resti umani sia stato portato in superficie dai primi ricercatori non professionisti che si erano avventurati nella Sima.
I fossili umani sono mescolati a quelli di numerosi altri animali, ma non ci sono reperti di erbivori o di utensili in pietra, a parte il bifacciale Excalibur. Il sito non era quindi utilizzato per il consumo del cibo.
I resti presentano numerose fratture, che sono state analizzate: le ossa si rompono in modo differente se il corpo è già in stato di decomposizione rispetto a quando i tessuti le ricoprono ancora. Dallo studio risulta che la maggior parte delle rotture si è verificata dopo la morte, in seguito alla caduta nella voragine o per la pressione esercitata degli strati sedimentari depostisi in tempi successivi. Soltanto l'1% delle ossa presenta segni di morsi di carnivori.
Le ossa risultano essersi accumulate in un breve periodo di tempo, in quanto non sono separate da strati di sedimenti privi di fossili. I resti sia animali che umani, non presentano striature da scarnificazione come quelle dell'Uomo di Tautavel, che appartiene allo stesso periodo. Se ne può dedurre pertanto che nella Sima de los Huesos non si verificarono episodi di cannibalismo e che l'origine dei depositi di ossa non è legata a cause naturali.

### Tipologia degli individui identificati
Nella Sima de los Huesos sono stati trovati i resti di almeno 28 individui, tra i quali il più noto è soprannominato Miguelón, dal nome del ciclista spagnolo Miguel Indurain. Si tratta di una stima minima, in quanto non sono stati assemblati tutti gli scheletri. La ripartizione per età e sesso indica che non si tratta di cacciatori intrappolati per caso individualmente, in quanto sono rappresentati entrambi i sessi e varie classi di età. A parte l'assenza di individui molto giovani, si constata un profilo di morte naturale, con un picco adolescenziale per le donne in gravidanza e un calo drastico per gli uomini con più di 20 anni. Solamente uno degli individui ha più di 45 anni.
La classificazione per i più numerosi reperti ossei di orsi mostra invece una ripartizione opposta: si tratta di esemplari rimasti intrappolati nella voragine.

### Crani
L'evoluzione umana dei tempi recenti si esprime attraverso differenti caratteristiche della faccia, dei denti e della forma del cranio; la loro analisi è essenziale per evidenziare i punti in comune e le differenze con altri fossili, in modo da arrivare a una migliore comprensione delle tappe della storia dell'uomo.
Negli individui della Sima de los Huesos, la morfologia generale dei crani prefigura quella dei Neandertal. Il margine sopraorbitale, il prognatismo, l'osso temporale e l'osso occipitale possiedono qualcuno di questi tratti, ma il cranio non ha ancora la forma di quello dell'Uomo di Neandertal: non è presente la dolicocefalia e nemmeno il rigonfiamento occipitale che sono caratteristici dei neandertaliani.
L'Uomo di Neandertal inoltre ha una struttura dell'orecchio interno molto caratteristica, dovuta alla larga base del cranio e al suo notevole volume; nei reperti della Sima de los Huesos si ritrovano solamente alcune di queste caratteristiche.

Crani 4 e 5 della Sima de los Huesos esposti al Museo dell'Evoluzione umana a Burgos
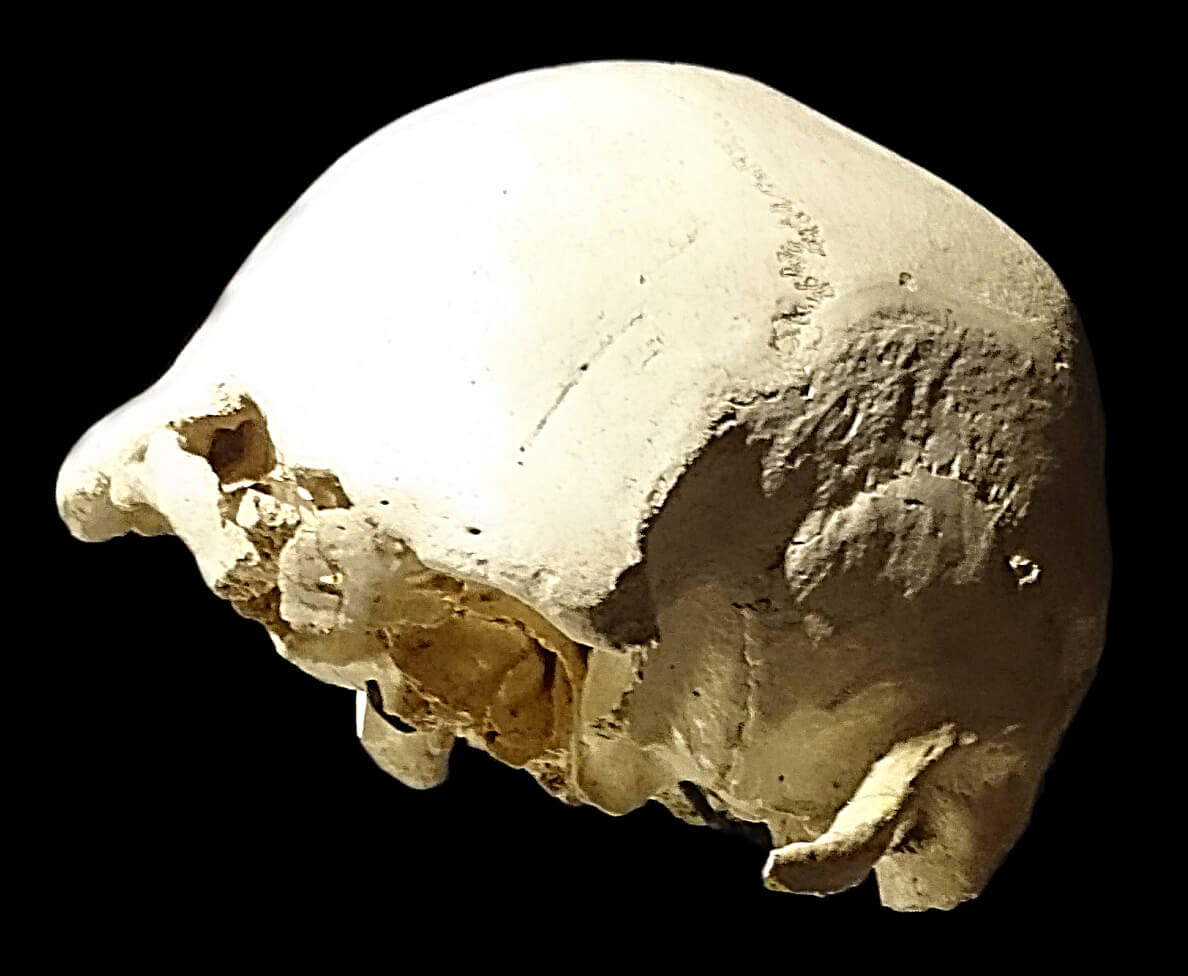
Cranio 4, vista di tre quarti.
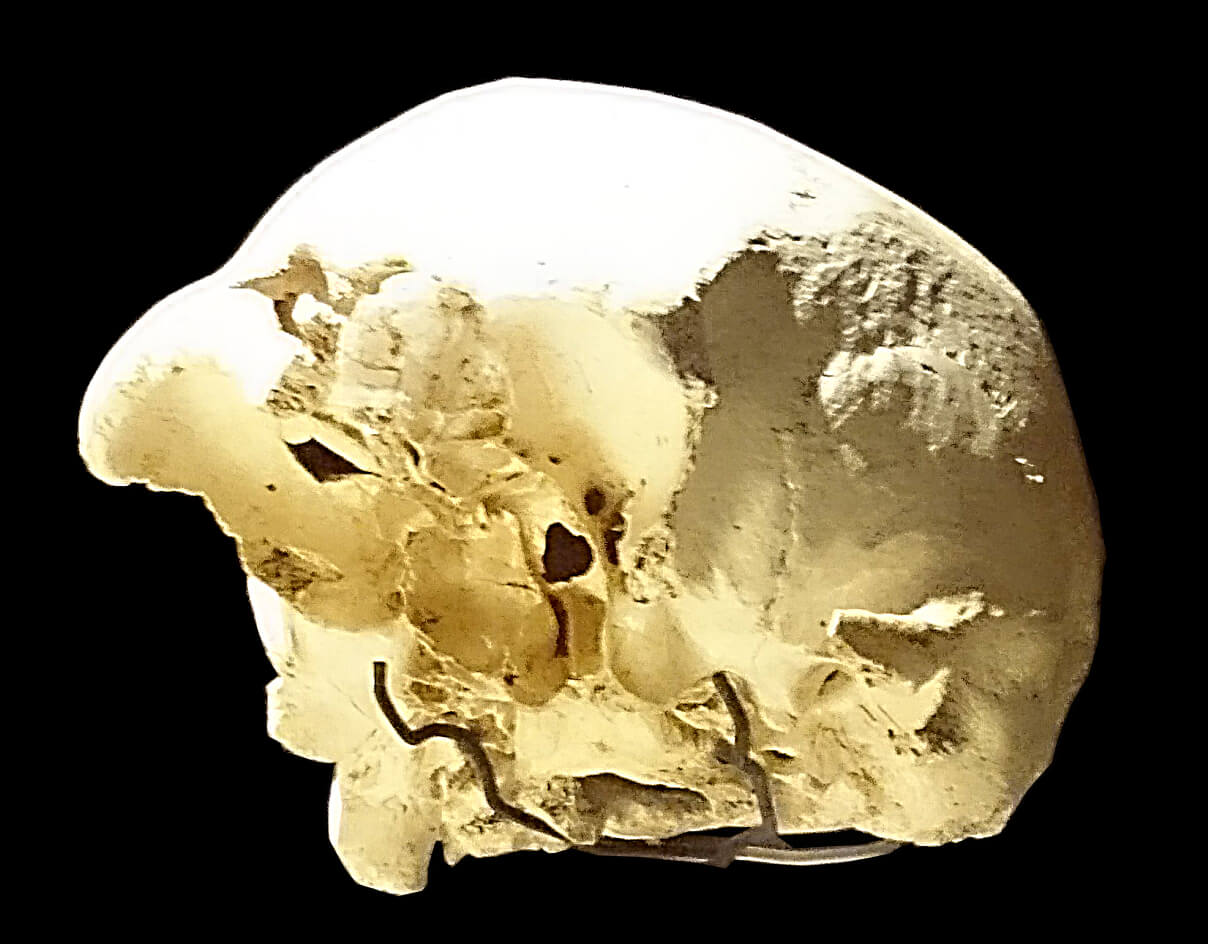
Cranio 4, vista di tre quarti dal basso.
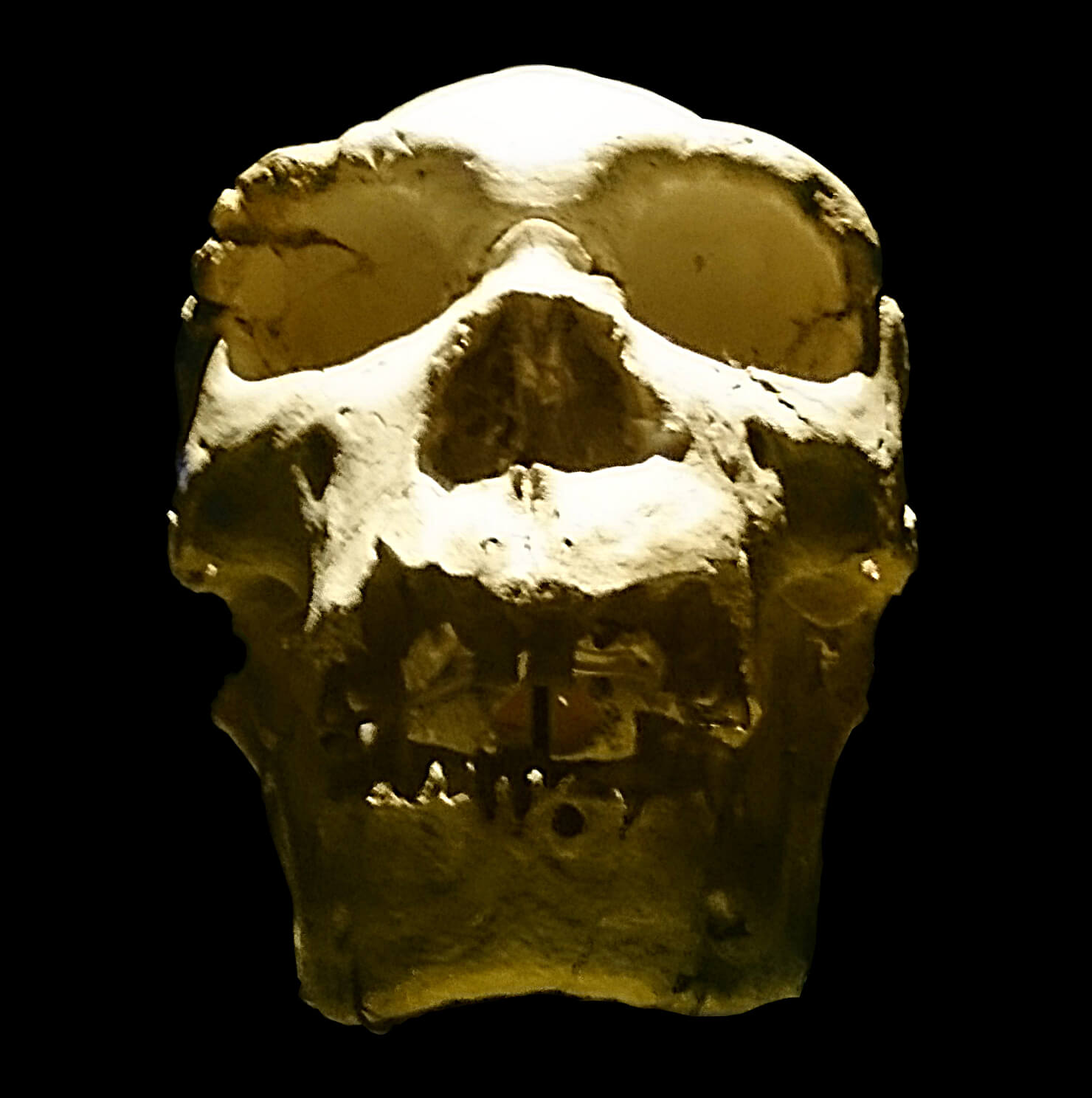
Cranio 5, soprannominato Miguelón, vista frontale.
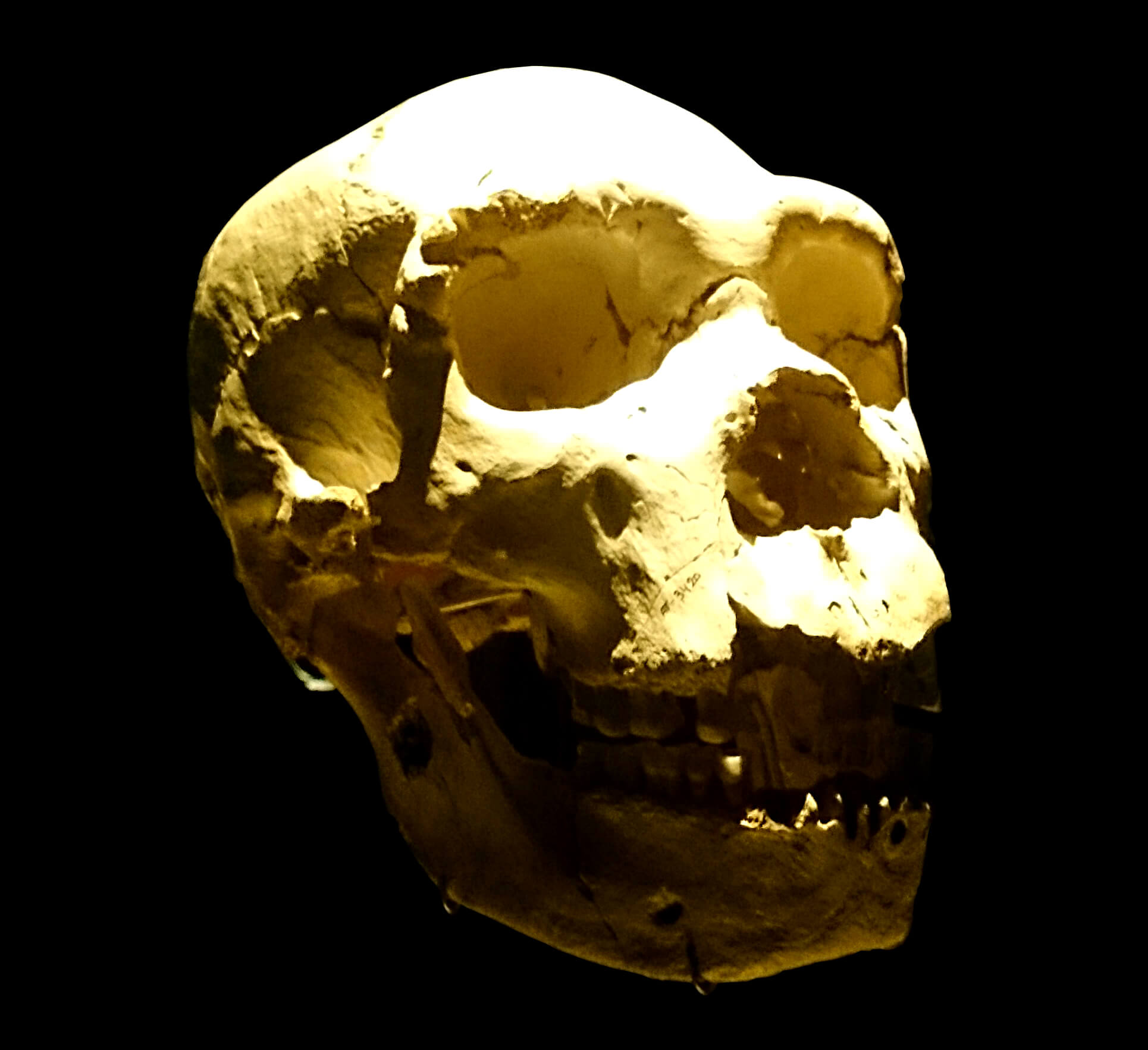
Cranio 5, vista di tre quarti.
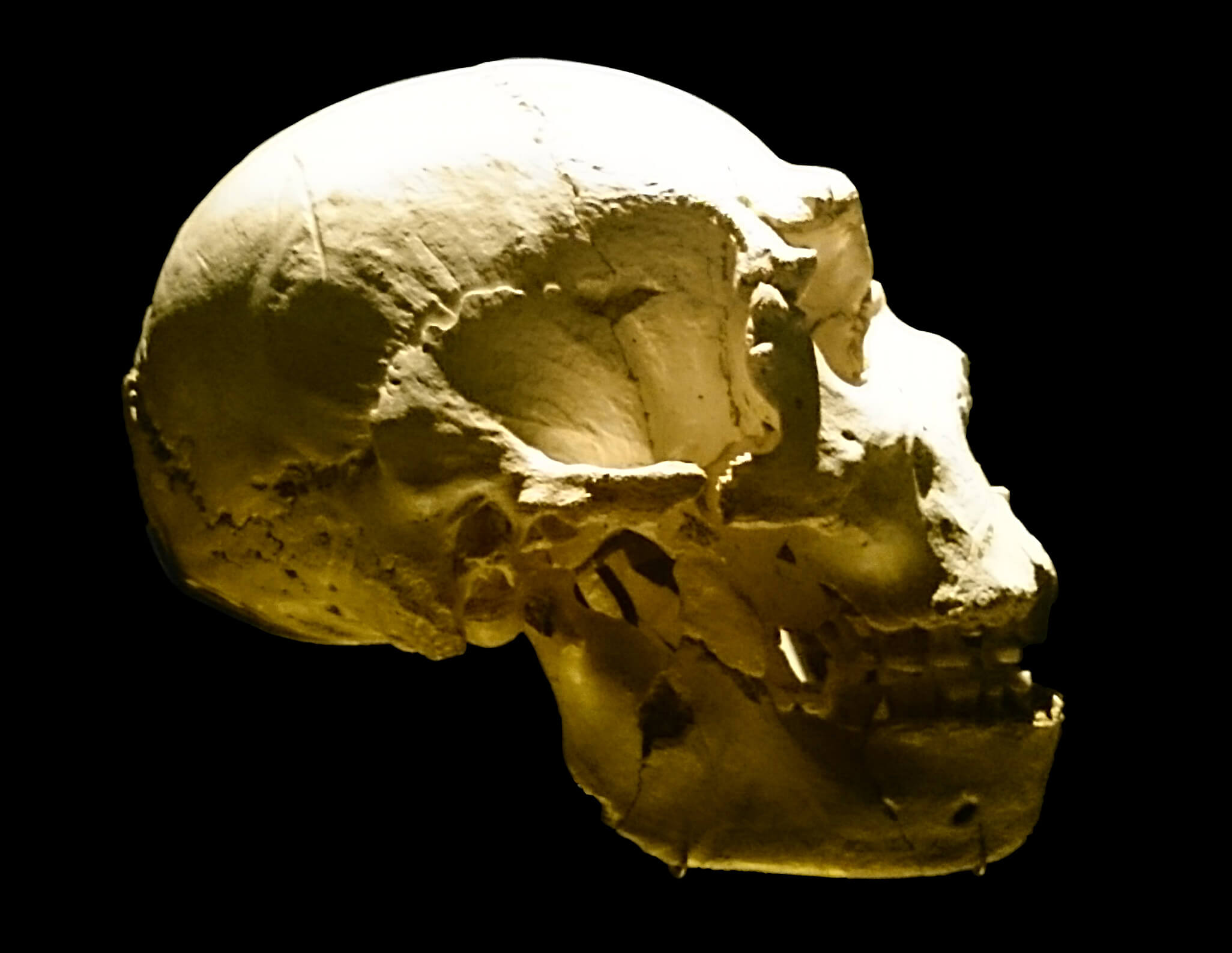
Cranio 5, vista da destra.

#### Volume del cranio e coefficiente di encefalizzazione
Il volume medio dei crani trovati nella Sima de los Huesos è di 1.232 cm³, che è chiaramente maggiore della media dell'Homo erectus asiatico. Il cranio 4, soprannominato Agamemnon, come il mitico eroe greco dell'Iliade che conquistò la città di Troia, ha un volume di 1.390 cm³. Questo valore è leggermente inferiore a quello dell'Uomo di Neandertal, anche se gli ominidi della Sima sembrano avere una corporatura più robusta in base alla stima delle pelvi. Il volume del cranio 5 è di 1.125 cm³
Se si accetta il peso dedotto dalle pelvi e lo si rapporta al volume del cranio per calcolare il quoziente di encefalizzazione degli uomini della Sima de los Huesos, si trova un valore compreso tra 3,1 e 4,0. A titolo di confronto, i neandertaliani che hanno un cranio più voluminoso e un corpo meno massiccio, hanno coefficienti di encefalizzazione attorno a 5, mentre gli uomini moderni hanno valori tra 5 e 7.